# Victor, l'angelo custode
Victor, l'angelo custode (Victor - Der Schutzengel) è una serie televisiva tedesca in 10 episodi trasmessi per la prima volta nel corso di una sola stagione nel 2001. La serie era stata preceduta da un film per la televisione pilota della durata di 92 minuti.
È una serie del genere fantastico incentrata sulle vicende di Victor Petri che, dopo essere morto insieme alla moglie Maria in un lancio col paracadute finito male, torna come angelo sulla Terra per vegliare sulle sorti del figlio undicenne David.

## Personaggi e interpreti
- Victor Petri / Ingolf Brandt, interpretato da Jochen Horst.
- David Petri, interpretato da Patrick Baehr.
- Maria, interpretata da Janine Kunze.

## Produzione
La serie fu prodotta da Zeitsprung Film e TV Produktions GmbH Le musiche furono composte da Stephen Keusch.

### Registi
Tra i registi sono accreditati:
- Michael Wenning
- Michael Keusch
- Udo Witte

## Distribuzione
La serie fu trasmessa in Germania dal 20 settembre 2001 al 22 novembre 2001 sulla rete televisiva Sat.1. In Italia è stata trasmessa dal maggio all'agosto del 2003 su RaiUno con il titolo Victor, l'angelo custode.

## Episodi
| Stagione       | Episodi       | Prima TV Germania |
| -------------- | ------------- | ----------------- |
| Prima stagione | 10 + un pilot | 2001              |